# Фінський хокейний союз
Фінський хокейний союз (фін. Suomen Jääkiekkoliitto) — організація, яка займається проведенням на території Фінляндії змагань з хокею із шайбою. Заснована у 20 січня 1929 року представниками 17 клубів, член ІІХФ з 10 лютого 1928 року. Інтереси хокею із шайбою до створення хокейного союзу представляв Фінський ковзанярський союз. У країні — 4 хокейні зали і близько 30 відкритих майданчиків із штучним льодом. Найбільші палаци: у Тампере — 8563 місця, Порі — 8400, Гельсінкі — 8026, Турку — 8000, Оулу — 7600, Раума — 7243.

## Історія
Перші спроби популяризації канадського хокею у Фінляндії розпочаті за ініціативи Леонарда Боргстрема у кінці XIX століття. Однак нова гра тоді не прижилась. Відродився хокей у Фінляндії лише у 1927 році, коли був включений у програму Фінського союзу ковзанярів. У той ж час хокеєм зацікавились у Фінському футбольному союзі, у програму якого його включили через рік. За ініціативи цього союзу у 1928 році був проведений перший чемпіонат Фінляндії з хокею, у якому переміг клуб із Виборга «Віїпурін Рейпас».
Незабаром фінський хокей вийшов на міжнародну арену: Союз ковзанярів надіслав застапника голови інженера Вальтера Якобсона у Санкт-Моріц на конгрес ІІХФ, де хокеїсти були прийняті до неї.
У 1930-ті роки діяльність Фінського хокейного союзу поширювалася в основному на три великі міста: Гельсінкі, Тампере і Турку, оскільки не вистачало тренерів. До 1936 року хокейний союз був повністю самостійною організацією. Але після вступу до Гімнастичного і спортивного союзів Фінляндії перед фінським хокеєм відкрились більші перспективи розвитку. У 1939 році збірна Фінляндії дебютувала на чемпіонаті світу.
Росту популярності гри багато в чому сприяли стійка морозна зима і велика кількість майданчиків із природним льодом. Але гравці провідних хокейних країн Європи готувалися до сезону з осені на майданчиках зі штучним льодом, тоді як у Фінляндії до середини 1960-х років уповали тільки на погоду. Перший хокейний палац був побудований лише у 1965 році у Тампере, і саме тоді у країні почався справжній хокейний бум. Швидкий розвиток виробництва хокейного інвентарю вивів Фінляндію у найбільші експортери цієї продукції, що послужило гарною рекламою хокею у країні.
Ефективна система підготовки резерву дозволяє збірній Фінляндії, незважаючи на щорічні втрати найталановитіших гравців, що їдуть грати за океан, упевнено триматися в еліті світового хокею.

## Турніри
Чемпіонати Фінляндії розігруються з сезону 1927—28. Перші 5 чемпіонатів розігрувалися за кубковою системою. З 1934 року 4-10 команд грали у 4 кола. У 1975 році була організована вища ліга (10 клубів). Вони стали грати у 4 кола, після чого 4 найкращих клуби виявляли чемпіона країни у серіях півфінальних і фінальних ігор. З сезону 1986—87 команди проводять у попередньому турнірі по 44 матчі.
Чемпіони Фінляндії: «Війпурін Рейпас» (Виборг) — 1928, ХЯК (Гельсінкі) — 1929, 1932 і 1935, ТаПа (Тампере) — 1931, ГСК (Гельсінкі) — 1933 і 1934, «Ільвес» (Тампере) — 1936—1938, 1945—1947, 1950—1952, 1957, 1958, 1960, 1962, 1966, 1972, 1985, КІФ (Гельсінкі) — 1939, 1941 і 1943, «Тармо» (Гяменлінна) — 1948 і 1949, ТБК (Тампере) — 1953—1955, ТПС (Турку) — 1956, 1976, 1989—1990, 1991, 1993 і 1995, 1999—2001, 2010, «Таппара» (Тампере) — 1959, 1961, 1964, 1975, 1977, 1979, 1982, 1984 і 1986—1988, 2003, «Лукко» (Раума) — 1963, «Кархут» (Порі) — 1965, «Ру-38» (Порі) — 1967, «Коо-Вее» (Тампере) — 1968, ГІФК (Гельсінкі) — 1969, 1970, 1974, 1980, 1983, 1998 і 2011, «Ессят» (Порі) — 1971 і 1978, «Йокеріт» (Гельсінкі) 1973, 1992, 1994, 1996, 1997 і 2002, «Кярпят» (Оулу) — 1981, 2004, 2005, 2007, 2008, ЮІП (Ювяскюля) — 2009 і 2012.

## Гравці та національна збірна
Збірна Фінляндії перший офіційний матч провела 29 січня 1928 року у Гельсінкі із командою Швеції (1:8).
Збірна Фінляндії — чемпіон світу (1995, 2011), срібний призер (1992, 1994, 1998, 1999, 2001, 2007), бронзовий призер (2000, 2006, 2008). На зимових Олімпійських іграх 1988 і 2006 збірна Фінляндії посіла 2-е місце, у 1994, 1998 і 2010 — 3-є місце.
Найсильніші гравці Фінляндії різних років: 
- воротарі: Юхані Лахтінен, Урпо Ілонен, Йорма Валтонен, Ханну Камппурі, Карі Такко, Ярмо Мюллюс, Маркус Кеттерер, Арі Суландер;
- захисники: М. Лампайнен, Калеві Нуммінен, Ілпо Коскела, Пекка Мар'ямякі, Юха-Пекка Рантасіла, Лаллі Партінен, Х. Рійхіранта, Сеппо Ліндстрем, Пекка Раутакалліо, Тімо Нуммелін, Карі Елоранта, Тапіо Лево, Р. Сілтанен, Рейо Руотсалайнен, Ханну Вірта, Юркі Лумме, Теппо Нуммінен, Вілле Сірен, Тімо Ютіла, Янне Лаукканен, Арто Руотанен, Ерік Хямяляйнен, Кай Раутіо, Карі Суораніємі, Пекка Лаксола, Валттері Іммонен, Янне Нійнімаа, Міка Стремберг, Марко Кіпрусофф, Акі-Петтері Берг;
- нападники: Теппо Растіо, Р. Кільпійо, Матті Кейнонен, Лассе Оксанен, Веллі-Пекка Кетола, Лаурі Мононен, Йорма Пелтонен, Еса Пелтонен, Томмі Турунен, Матті Мурто, Сеппо Ахокайнен, Т. Сутінен, Хенрі Леппя, Сеппо Репо, Юхані Таммінен, Матті Хагман, Арто Яванайнен, Йорма Вехманен, Пертті Койвулахті, Ярі Куррі, Мікко Лейнонен, Юкка Порварі, Рісто Яло, Карі Ялонен, Ількка Сінісало, Петрі Скріко, Раймо Сумманен, Еса Тікканен, Крістіан Руутуу, Ханну Ярвенпяя, Тімо Сусі, Пекка Арбеліус, Рейо Мікколайнен, Їро Ярві, Е. Лехтонен, Еркі Лайне, Паулі Ярвінен, Юкка Віландер, Арі Вуорі, Карі Харіла, Кейо Сяйлінойя, Тімо Пелтомаа, Пекка Туомісто, Єре Лехтінен, Марко Пало, Мікко Мякеля, Міка Алатало, Юха Лінд, Антті Термянен, Теему Селянне, Самі Капанен, Еса Кескінен, Юха Рійхіярві, Янне Оянен, Раймо Хельмінен, Вілле Пельтонен, Саку Койву.

У клубах Фінляндії успішно працювали радянські спеціалісти В. Кузьмін, Володимир Юрзінов, Б. Майоров, Євген Майоров, Микола Макаров.